# رسلان ايفانوف (دراج)
رسلان ايفانوف (بالرومانية: Ruslan Ivanov)‏ (و. 1973  م) هو راكب دراجة هوائية مولدوفي، ولد في كيشيناو، شارك في طواف إسبانيا، والألعاب الأولمبية الصيفية 2004، والألعاب الأولمبية الصيفية 1996.

## روابط خارجية
- رسلان ايفانوف على موقع الاتحاد الدولي للدراجات (الإنجليزية)
- رسلان ايفانوف على موقع أرشيف الدراجات (الإنجليزية)
- رسلان ايفانوف على موقع إحصائيات الدراجات الإحترافية (الإنجليزية)
- رسلان ايفانوف على موقع نسبة الدراجات (الإنجليزية)
- رسلان ايفانوف على موقع CycleBase (الإنجليزية)
- رسلان ايفانوف على موقع أوليمبيديا (الإنجليزية)